# Shorttrack-Weltcup 2022/23
Der Shorttrack-Weltcup 2022/23 ist die von der Internationalen Eislaufunion (ISU) veranstaltete höchste Wettkampfserie im Shorttrack. Sie begann am 28. Oktober 2022 in Montreal und endete am 12. Februar 2023 in Dordrecht.
Höhepunkt der Saison waren die Weltmeisterschaften in Seoul, deren Ergebnisse allerdings nicht mit in die Weltcupwertungen eingingen. Zusätzlich fanden Europameisterschaften in Danzig und für nichteuropäische Mannschaften Vier-Kontinente-Meisterschaften in Salt Lake City statt.

## Saisonkalender

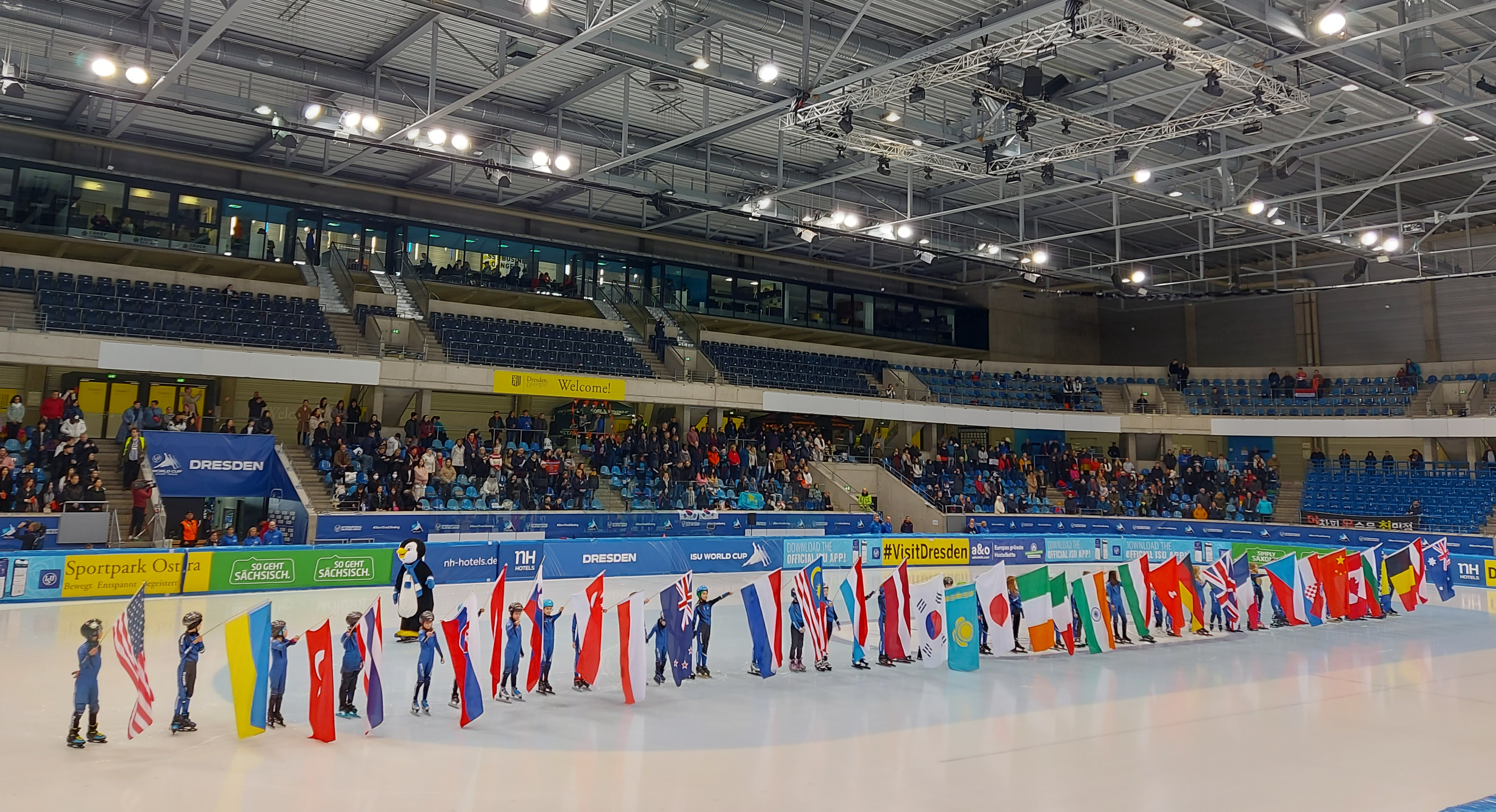
Shorttrack-Weltcup in Dresden im Februar 2023

Ursprünglich waren im Dezember zwei Weltcups in Peking geplant, diese wurden aber bereits im Mai 2022 aufgrund der COVID-19-Pandemie in der Volksrepublik China abgesagt. Später übernahm Almaty die Doppelveranstaltung.
Nachdem die Vorsaison auf vier Stationen verkürzt war, finden nun wieder sechs Weltcups statt.
| Datum                 | Ort            | Veranstaltung                   |
| --------------------- | -------------- | ------------------------------- |
| 28.–30. Oktober 2022  | Montreal       | Weltcup                         |
| 4.–6. November 2022   | Salt Lake City | Weltcup                         |
| 11.–13. November 2022 | Salt Lake City | Vier-Kontinente-Meisterschaften |
| 9.–11. Dezember 2022  | Almaty         | Weltcup                         |
| 16.–18. Dezember 2022 | Almaty         | Weltcup                         |
| 13.–15. Januar 2023   | Danzig         | Europameisterschaften           |
| 3.–5. Februar 2023    | Dresden        | Weltcup                         |
| 10.–12. Februar 2023  | Dordrecht      | Weltcup                         |
| 10.–12. März 2023     | Seoul          | Weltmeisterschaften             |

Im Rahmen einer viertägigen Weltcupveranstaltung – bei der die ersten beiden Tage allein für Qualifikationsläufe reserviert sind – finden jeweils drei Einzelrennen von Männern und Frauen (über 1500 Meter, 500 Meter und 1000 Meter) statt sowie zusätzlich eine 3000-Meter-Staffel der Frauen, eine 5000-Meter-Staffel der Männer und eine 2000-Meter-Mixedstaffel. In jeder der insgesamt neun Disziplinen wird eine eigene Weltcupwertung geführt.

## Frauen

### Weltcup-Übersicht
| Datum             | Austragungsort | Disziplin      | Erster Platz                                                                   | Zweiter Platz                                                                  | Dritter Platz                                                            |
| ----------------- | -------------- | -------------- | ------------------------------------------------------------------------------ | ------------------------------------------------------------------------------ | ------------------------------------------------------------------------ |
| 29. Oktober 2022  | Montreal       | 1000 m         | Xandra Velzeboer                                                               | Shim Suk-hee                                                                   | Seo Whi-min                                                              |
| 29. Oktober 2022  | Montreal       | 1500 m         | Suzanne Schulting                                                              | Kim Gil-li                                                                     | Kristen Santos-Griswold                                                  |
| 30. Oktober 2022  | Montreal       | 500 m          | Xandra Velzeboer                                                               | Natalia Maliszewska                                                            | Shim Suk-hee                                                             |
| 30. Oktober 2022  | Montreal       | 1000 m         | Suzanne Schulting                                                              | Choi Min-jeong                                                                 | Kim Gil-li                                                               |
| 30. Oktober 2022  | Montreal       | 3000 m Staffel | NiederlandeSelma Poutsma Suzanne Schulting Michelle Velzeboer Xandra Velzeboer | KanadaDanaé Blais Kim Boutin Rikki Doak Renée Marie Steenge                    | ItalienElisa Confortola Gloria Ioriatti Arianna Sighel Arianna Valcepina |
| 5. November 2022  | Salt Lake City | 500 m          | Kim Boutin                                                                     | Natalia Maliszewska                                                            | Kristen Santos-Griswold                                                  |
| 5. November 2022  | Salt Lake City | 1500 m         | Kim Gil-li                                                                     | Anna Seidel                                                                    | Choi Min-jeong                                                           |
| 6. November 2022  | Salt Lake City | 500 m          | Xandra Velzeboer                                                               | Choi Min-jeong                                                                 | Rikki Doak                                                               |
| 6. November 2022  | Salt Lake City | 1000 m         | Suzanne Schulting                                                              | Courtney Sarault                                                               | Kristen Santos-Griswold                                                  |
| 6. November 2022  | Salt Lake City | 3000 m Staffel | SüdkoreaKim Geon-hee Kim Gil-li Seo Whi-min Shim Suk-hee                       | KanadaDanaé Blais Kim Boutin Courtney Sarault Renée Marie Steenge              | ItalienElisa Confortola Gloria Ioriatti Arianna Sighel Arianna Valcepina |
| 10. Dezember 2022 | Almaty         | 1000 m         | Courtney Sarault                                                               | Shim Suk-hee                                                                   | Corinne Stoddard                                                         |
| 10. Dezember 2022 | Almaty         | 1500 m         | Suzanne Schulting                                                              | Choi Min-jeong                                                                 | Kim Gil-li                                                               |
| 11. Dezember 2022 | Almaty         | 500 m          | Kim Boutin                                                                     | Suzanne Schulting                                                              | Kristen Santos-Griswold                                                  |
| 11. Dezember 2022 | Almaty         | 1500 m         | Hanne Desmet                                                                   | Courtney Sarault                                                               | Anna Seidel                                                              |
| 11. Dezember 2022 | Almaty         | 3000 m Staffel | KanadaKim Boutin Rikki Doak Claudia Gagnon Courtney Sarault                    | NiederlandeSelma Poutsma Suzanne Schulting Yara van Kerkhof Michelle Velzeboer | SüdkoreaChoi Min-jeong Kim Gil-li Park Ji-yun Shim Suk-hee               |
| 17. Dezember 2022 | Almaty         | 500 m          | Suzanne Schulting                                                              | Natalia Maliszewska                                                            | Yara van Kerkhof                                                         |
| 17. Dezember 2022 | Almaty         | 1500 m         | Courtney Sarault                                                               | Hanne Desmet                                                                   | Shim Suk-hee                                                             |
| 18. Dezember 2022 | Almaty         | 500 m          | Yara van Kerkhof                                                               | Michelle Velzeboer                                                             | Petra Jászapáti                                                          |
| 18. Dezember 2022 | Almaty         | 1000 m         | Suzanne Schulting                                                              | Kristen Santos-Griswold                                                        | Anna Seidel                                                              |
| 18. Dezember 2022 | Almaty         | 3000 m Staffel | SüdkoreaKim Gil-li Lee So-youn Seo Whi-min Shim Suk-hee                        | KanadaDanaé Blais Kim Boutin Courtney Sarault Renée Marie Steenge              | UngarnSára Luca Bácskai Zsófia Kónya Somodi Maja Rebeka Sziliczei-Német  |
| 4. Februar 2023   | Dresden        | 1000 m         | Suzanne Schulting                                                              | Hanne Desmet                                                                   | Zhang Chutong                                                            |
| 4. Februar 2023   | Dresden        | 1500 m         | Choi Min-jeong                                                                 | Kristen Santos-Griswold                                                        | Courtney Sarault                                                         |
| 5. Februar 2023   | Dresden        | 500 m          | Suzanne Schulting                                                              | Xandra Velzeboer                                                               | Choi Min-jeong                                                           |
| 5. Februar 2023   | Dresden        | 1500 m         | Kim Gil-li                                                                     | Anna Seidel                                                                    | Shim Suk-hee                                                             |
| 5. Februar 2023   | Dresden        | 3000 m Staffel | NiederlandeSelma Poutsma Suzanne Schulting Yara van Kerkhof Xandra Velzeboer   | KanadaKim Boutin Rikki Doak Courtney Sarault Renée Marie Steenge               | SüdkoreaChoi Min-jeong Kim Geon-hee Kim Gil-li Shim Suk-hee              |
| 11. Februar 2023  | Dordrecht      | 1000 m         | Kim Boutin                                                                     | Kristen Santos-Griswold                                                        | Xandra Velzeboer                                                         |
| 11. Februar 2023  | Dordrecht      | 1500 m         | Hanne Desmet                                                                   | Suzanne Schulting                                                              | Shim Suk-hee                                                             |
| 12. Februar 2023  | Dordrecht      | 500 m          | Xandra Velzeboer                                                               | Kim Boutin                                                                     | Rikki Doak                                                               |
| 12. Februar 2023  | Dordrecht      | 1000 m         | Courtney Sarault                                                               | Kim Gil-li                                                                     | Suzanne Schulting                                                        |
| 12. Februar 2023  | Dordrecht      | 3000 m Staffel | KanadaKim Boutin Rikki Doak Courtney Sarault Renée Marie Steenge               | UngarnSára Luca Bácskai Petra Jászapáti Zsófia Kónya Somodi Maja               | Volksrepublik ChinaLi Gong Wang Xinran Xu Aili Zang Yize                 |

### Weltcupstände
| Rang | Name                    | Punkte |
| ---- | ----------------------- | ------ |
| 1.   | Suzanne Schulting       | 1062   |
| 2.   | Courtney Sarault        | 776    |
| 3.   | Hanne Desmet            | 744    |
| 4.   | Kim Gil-li              | 700    |
| 5.   | Kristen Santos-Griswold | 700    |
| 6.   | Shim Suk-hee            | 700    |
| 7.   | Kim Boutin              | 680    |
| 8.   | Xandra Velzeboer        | 640    |
| 9.   | Choi Min-jeong          | 572    |
| 10.  | Corinne Stoddard        | 546    |
| 11.  | Anna Seidel             | 539    |
| 12.  | Yara van Kerkhof        | 458    |
| 13.  | Danaé Blais             | 433    |
| 14.  | Natalia Maliszewska     | 432    |
| 15.  | Rikki Doak              | 426    |
| 16.  | Michelle Velzeboer      | 384    |
| 17.  | Selma Poutsma           | 326    |
| 18.  | Seo Whi-min             | 310    |
| 19.  | Claudia Gagnon          | 298    |
| 20.  | Rianne de Vries         | 286    |
| 21.  | Renée Marie Steenge     | 283    |
| 22.  | Gong Li                 | 270    |
| 23.  | Zhang Chutong           | 265    |
| 24.  | Petra Jászapáti         | 241    |
| 25.  | Lee So-youn             | 230    |

| Rang | Name                  | Punkte |
| ---- | --------------------- | ------ |
| 26.  | Nikola Mazur          | 224    |
| 27.  | Kamila Stormowska     | 216    |
| 28.  | Kim Geon-hee          | 194    |
| 29.  | Wang Xinran           | 182    |
| 30.  | Arianna Sighel        | 176    |
| 31.  | Xu Aili               | 175    |
| 32.  | Arianna Valcepina     | 167    |
| 33.  | Gabriela Topolska     | 164    |
| 34.  | Elisa Confortola      | 154    |
| 35.  | Wang Ye               | 154    |
| 36.  | Olga Tichonowa        | 139    |
| 37.  | Ami Hirai             | 126    |
| 38.  | Zang Yize             | 124    |
| 39.  | Park Ji-yun           | 116    |
| 40.  | Moemi Kikuchi         | 115    |
| 41.  | Chiara Betti          | 102    |
| 42.  | Aoi Watanabe          | 99     |
| 43.  | Tineke den Dulk       | 90     |
| 44.  | Gloria Ioriatti       | 79     |
| 45.  | Cloe Ollivier         | 69     |
| 46.  | Valentina Ascic       | 64     |
| 46.  | Rebeka Sziliczei-Nmet | 64     |
| 48.  | Nicole Botter Gomez   | 58     |
| 49.  | Zsófia Kónya          | 54     |
| 50.  | Julie Letai           | 52     |

| Rang | Name                | Punkte |
| ---- | ------------------- | ------ |
| 51.  | Jia Huiling         | 50     |
| 52.  | Hana Takahashi      | 46     |
| 53.  | Sára Luca Bácskai   | 34     |
| 54.  | Maja Dora Somodi    | 34     |
| 55.  | Grace Lee           | 32     |
| 56.  | Alina Azhgaliyeva   | 30     |
| 57.  | Yelyzaveta Sydorko  | 26     |
| 58.  | Cai Shenyi          | 24     |
| 59.  | Madina Zhanbusinova | 22     |
| 60.  | Lisa Eckstein       | 22     |
| 61.  | Kamryn Lute         | 20     |
| 62.  | Berenice Comby      | 18     |
| 63.  | Jana Chan           | 16     |
| 63.  | Kii Kurokawa        | 16     |
| 63.  | Martina Valcepina   | 16     |
| 63.  | Petra Vankova       | 16     |
| 67.  | Katarina Buric      | 14     |
| 68.  | Katrin Manoilova    | 13     |
| 69.  | Gwendoline Daudet   | 12     |
| 70.  | Michaela Petrova    | 12     |
| 71.  | Maame Biney         | 8      |
| 71.  | Katia Filippi       | 8      |
| 71.  | Eunice Lee          | 8      |
| 74.  | Hanna Sokolowska    | 8      |
| 75.  | Myeongbi Jung       | 6      |

| Rang | Name                | Punkte |
| ---- | ------------------- | ------ |
| 1    | Xandra Velzeboer    | 426    |
| 2    | Natalia Maliszewska | 368    |
| 3    | Kim Boutin          | 336    |
| 4    | Rikki Doak          | 324    |
| 5    | Yara van Kerkhof    | 312    |
| 6    | Suzanne Schulting   | 312    |
| 7    | Corinne Stoddard    | 280    |
| 8    | Nikola Mazur        | 210    |
| 9    | Danaé Blais         | 208    |
| 10   | Choi Min-jeong      | 182    |

| Rang | Name                    | Punkte |
| ---- | ----------------------- | ------ |
| 1    | Suzanne Schulting       | 470    |
| 2    | Courtney Lee Sarault    | 360    |
| 3    | Hanne Desmet            | 324    |
| 4    | Kim Boutin              | 284    |
| 5    | Corinne Stoddard        | 266    |
| 6    | Shim Suk-hee            | 264    |
| 7    | Kristen Santos-Griswold | 246    |
| 8    | Anna Seidel             | 243    |
| 9    | Zhang Chutong           | 212    |
| 10   | Kim Gil-li              | 190    |

| Rang | Name                    | Punkte |
| ---- | ----------------------- | ------ |
| 1    | Kim Gil-li              | 450    |
| 2    | Hanne Desmet            | 420    |
| 3    | Courtney Lee Sarault    | 392    |
| 4    | Kristen Santos-Griswold | 314    |
| 5    | Choi Min-jeong          | 310    |
| 6    | Anna Seidel             | 296    |
| 7    | Suzanne Schulting       | 280    |
| 8    | Shim Suk-hee            | 270    |
| 9    | Claudia Gagnon          | 218    |
| 10   | Arianna Sighel          | 136    |

| Rang | Team                | Punkte |
| ---- | ------------------- | ------ |
| 1    | Kanada              | 360    |
| 2    | Niederlande         | 340    |
| 3    | Südkorea            | 340    |
| 4    | Italien             | 244    |
| 5    | Ungarn              | 240    |
| 6    | Volksrepublik China | 234    |
| 7    | Polen               | 190    |
| 8    | Japan               | 174    |
| 9    | Kasachstan          | 172    |
| 10   | Vereinigte Staaten  | 160    |

## Männer

### Weltcup-Übersicht
| Datum             | Austragungsort | Disziplin      | Erster Platz                                                          | Zweiter Platz                                                                     | Dritter Platz                                                      |
| ----------------- | -------------- | -------------- | --------------------------------------------------------------------- | --------------------------------------------------------------------------------- | ------------------------------------------------------------------ |
| 29. Oktober 2022  | Montreal       | 1000 m         | Roberts Krūzbergs                                                     | Lim Yong-jin                                                                      | Teun Boer                                                          |
| 29. Oktober 2022  | Montreal       | 1500 m         | Park Ji-won                                                           | Steven Dubois                                                                     | Hong Kyung-hwan                                                    |
| 30. Oktober 2022  | Montreal       | 500 m          | Steven Dubois                                                         | Lee June-seo                                                                      | Pietro Sighel                                                      |
| 30. Oktober 2022  | Montreal       | 1000 m         | Pascal Dion                                                           | Hong Kyung-hwan                                                                   | Kim Tae-sung                                                       |
| 30. Oktober 2022  | Montreal       | 5000 m Staffel | SüdkoreaHong Kyung-hwan Lee June-seo Lim Yong-jin Park Ji-won         | KasachstanAbsal Äschighalijew Ädil Ghaliachmetow Nurtilek Kazhgali Denis Nikischa | KanadaPascal Dion Steven Dubois Maxime Laoun Jordan Pierre-Gilles  |
| 5. November 2022  | Salt Lake City | 500 m          | Maxime Laoun                                                          | Absal Äschighalijew                                                               | Lee June-seo                                                       |
| 5. November 2022  | Salt Lake City | 1500 m         | Jens van ’t Wout                                                      | Park Ji-won                                                                       | Reinis Bērziņš                                                     |
| 6. November 2022  | Salt Lake City | 500 m          | Jens van ’t Wout                                                      | Denis Nikischa                                                                    | Pietro Sighel                                                      |
| 6. November 2022  | Salt Lake City | 1000 m         | Park Ji-won                                                           | Hong Kyung-hwan                                                                   | Ädil Ghaliachmetow                                                 |
| 6. November 2022  | Salt Lake City | 5000 m Staffel | KanadaPascal Dion Steven Dubois Maxime Laoun Jordan Pierre-Gilles     | SüdkoreaHong Kyung-hwan Kim Tae-sung Lim Yong-jin Park Ji-won                     | Volksrepublik ChinaLi Kongchao Li Wenlong Liu Guanyi Zhong Yuchen  |
| 10. Dezember 2022 | Almaty         | 1000 m         | Jens van ’t Wout                                                      | Pascal Dion                                                                       | Jordan Pierre-Gilles                                               |
| 10. Dezember 2022 | Almaty         | 1500 m         | Hong Kyung-hwan                                                       | Stijn Desmet                                                                      | Kim Tae-sung                                                       |
| 11. Dezember 2022 | Almaty         | 500 m          | Kim Tae-sung                                                          | Denis Nikischa                                                                    | Jang Sung-woo                                                      |
| 11. Dezember 2022 | Almaty         | 1500 m         | Park Ji-won                                                           | Hong Kyung-hwan                                                                   | Pascal Dion                                                        |
| 11. Dezember 2022 | Almaty         | 5000 m Staffel | KanadaSteven Dubois Maxime Laoun Jordan Pierre-Gilles Félix Roussel   | SüdkoreaHong Kyung-hwan Kim Tae-sung Lim Yong-jin Park Ji-won                     | JapanShōgo Miyata Kiichi Shigehiro Keita Watanabe Kazuki Yoshinaga |
| 17. Dezember 2022 | Almaty         | 500 m          | Diané Sellier                                                         | Steven Dubois                                                                     | Denis Nikischa                                                     |
| 17. Dezember 2022 | Almaty         | 1500 m         | Park Ji-won                                                           | Stijn Desmet                                                                      | Hong Kyung-hwan                                                    |
| 18. Dezember 2022 | Almaty         | 500 m          | Denis Nikischa                                                        | Jang Sung-woo                                                                     | Stijn Desmet                                                       |
| 18. Dezember 2022 | Almaty         | 1000 m         | Park Ji-won                                                           | Steven Dubois                                                                     | Roberts Krūzbergs                                                  |
| 18. Dezember 2022 | Almaty         | 5000 m Staffel | KanadaWilliam Dandjinou Pascal Dion Maxime Laoun Jordan Pierre-Gilles | NiederlandeItzhak de Laat Friso Emons Kay Huisman Sjinkie Knegt                   | JapanDan Iwasa Kiichi Shigehiro Keita Watanabe Kazuki Yoshinaga    |
| 4. Februar 2023   | Dresden        | 1000 m         | Park Ji-won                                                           | Roberts Krūzbergs                                                                 | Félix Roussel                                                      |
| 4. Februar 2023   | Dresden        | 1500 m         | Lee June-seo                                                          | Pietro Sighel                                                                     | Lim Yong-jin                                                       |
| 5. Februar 2023   | Dresden        | 500 m          | Lin Xiaojun                                                           | Zhong Yuchen                                                                      | Kazuki Yoshinaga                                                   |
| 5. Februar 2023   | Dresden        | 1500 m         | Park Ji-won                                                           | Sjinkie Knegt                                                                     | Reinis Bērziņš                                                     |
| 5. Februar 2023   | Dresden        | 5000 m Staffel | Volksrepublik ChinaLi Wenlong Lin Xiaojun Liu Guanyi Zhong Yuchen     | JapanDan Iwasa Shōgo Miyata Keita Watanabe Kazuki Yoshinaga                       | UngarnBence Nógrádi Attila Talabos Dániel Tiborcz Alex Varnyú      |
| 11. Februar 2023  | Dordrecht      | 1000 m         | Steven Dubois                                                         | Pascal Dion                                                                       | Roberts Krūzbergs                                                  |
| 11. Februar 2023  | Dordrecht      | 1500 m         | Park Ji-won                                                           | Lee Dong-hyun                                                                     | Jens van ’t Wout                                                   |
| 12. Februar 2023  | Dordrecht      | 500 m          | Lin Xiaojun                                                           | Lim Yong-jin                                                                      | Łukasz Kuczyński                                                   |
| 12. Februar 2023  | Dordrecht      | 1000 m         | Park Ji-won                                                           | Pascal Dion                                                                       | Luca Spechenhauser                                                 |
| 12. Februar 2023  | Dordrecht      | 5000 m Staffel | SüdkoreaKim Tae-sung Lee Dong-hyun Lim Yong-jin Park Ji-won           | Volksrepublik ChinaLi Wenlong Lin Xiaojun Song Jiahua Zhong Yuchen                | JapanDan Iwasa Shōgo Miyata Keita Watanabe Kazuki Yoshinaga        |

### Weltcupstände
| Rang | Name                 | Punkte |
| ---- | -------------------- | ------ |
| 1.   | Park Ji-won          | 1068   |
| 2.   | Hong Kyung-hwan      | 674    |
| 3.   | Steven Dubois        | 668    |
| 4.   | Pascal Dion          | 635    |
| 5.   | Kim Tae-sung         | 502    |
| 6.   | Pietro Sighel        | 492    |
| 7.   | Maxime Laoun         | 474    |
| 8.   | Roberts Krūzbergs    | 472    |
| 9.   | Jens van ’t Wout     | 466    |
| 10.  | Lim Yong-jin         | 458    |
| 11.  | Denis Nikischa       | 446    |
| 12.  | Stijn Desmet         | 410    |
| 13.  | Reinis Bērziņš       | 392    |
| 14.  | Friso Emons          | 392    |
| 15.  | Diané Sellier        | 362    |
| 16.  | Sjinkie Knegt        | 350    |
| 17.  | Lee Dong-hyun        | 321    |
| 18.  | Zhong Yuchen         | 310    |
| 19.  | Lee June-seo         | 284    |
| 20.  | Lin Xiaojun          | 275    |
| 21.  | Shōgo Miyata         | 270    |
| 22.  | Jordan Pierre-Gilles | 268    |
| 23.  | Itzhak de Laat       | 264    |
| 24.  | Félix Roussel        | 252    |
| 25.  | Li Wenlong           | 250    |
| 26.  | Jang Sung-woo        | 236    |
| 27.  | Absal Äschighalijew  | 228    |
| 28.  | Kazuki Yoshinaga     | 226    |
| 29.  | Brendan Corey        | 226    |
| 30.  | Quentin Fercoq       | 218    |

| Rang | Name                   | Punkte |
| ---- | ---------------------- | ------ |
| 31.  | Furkan Akar            | 214    |
| 32.  | Ädil Ghaliachmetow     | 202    |
| 33.  | William Dandjinou      | 192    |
| 34.  | Teun Boer              | 182    |
| 35.  | Lukasz Kuczynski       | 180    |
| 36.  | Song Jiahua            | 178    |
| 37.  | Luca Spechenhauser     | 173    |
| 38.  | Kay Huisman            | 165    |
| 39.  | Sébastien Lepape       | 149    |
| 40.  | Nurtilek Kazhgali      | 146    |
| 41.  | Niall Treacy           | 136    |
| 42.  | Kosei Hayashi          | 131    |
| 43.  | Clayton de Clemente    | 124    |
| 44.  | Yerkebulan Shamukhanov | 116    |
| 45.  | Keita Watanabe         | 108    |
| 46.  | Mathieu Pelletier      | 98     |
| 47.  | Kiichi Shigehiro       | 89     |
| 48.  | Mattia Antonioli       | 89     |
| 49.  | Andrea Cassinelli      | 85     |
| 50.  | Thomas Nadalini        | 83     |
| 51.  | Melle van ’t Wout      | 81     |
| 52.  | Tommaso Dotti          | 75     |
| 53.  | Bence Nogradi          | 74     |
| 54.  | Dan Iwasa              | 72     |
| 55.  | Li Kun                 | 62     |
| 56.  | Brandon Kim            | 60     |
| 57.  | Liu Guanyi             | 58     |
| 58.  | Ward Petre             | 54     |
| 59.  | Michał Niewiński       | 49     |
| 60.  | Nico Andermann         | 49     |

| Rang | Name              | Punkte |
| ---- | ----------------- | ------ |
| 61.  | Radek Fajkus      | 48     |
| 62.  | Rino Vanhooren    | 48     |
| 63.  | Yanghun Ben Jung  | 46     |
| 64.  | Katsunori Koike   | 44     |
| 65.  | Andrew Heo        | 42     |
| 66.  | Li Kongchao       | 39     |
| 67.  | Daniel Yoon       | 38     |
| 68.  | Balazs Bontovics  | 35     |
| 69.  | Neithan Thomas    | 34     |
| 70.  | Peter Riches      | 34     |
| 71.  | Oleh Handei       | 26     |
| 72.  | Caleb Park        | 24     |
| 72.  | Bram Steenaart    | 24     |
| 74.  | Daniel Tiborcz    | 20     |
| 75.  | Warre van Damme   | 18     |
| 76.  | Metehan Atan      | 18     |
| 77.  | Robin Bendig      | 16     |
| 78.  | Jun-Peng Su       | 14     |
| 78.  | Attila Talabos    | 14     |
| 80.  | Danylo Fedorenko  | 12     |
| 81.  | Wesley Park       | 12     |
| 82.  | Marcus Howard     | 10     |
| 82.  | Sanzhar Zhannisov | 10     |
| 84.  | Ivan Donchev      | 8      |
| 84.  | Liam O'Brien      | 8      |
| 84.  | Tawan Thomas      | 8      |
| 87.  | Joshua Kah        | 6      |
| 88.  | Mateusz Mikolajuk | 4      |
| 89.  | Maxim Maximow     | 3      |

| Rang | Name                | Punkte |
| ---- | ------------------- | ------ |
| 1    | Denis Nikischa      | 402    |
| 2    | Steven Dubois       | 348    |
| 3    | Diané Sellier       | 326    |
| 4    | Pietro Sighel       | 304    |
| 5    | Lim Yong-jin        | 262    |
| 6    | Zhong Yuchen        | 246    |
| 7    | Maxime Laoun        | 238    |
| 8    | Absal Äschighalijew | 228    |
| 9    | Lin Xiaojun         | 200    |
| 10   | Jang Sung-woo       | 200    |

| Rang | Name                 | Punkte |
| ---- | -------------------- | ------ |
| 1    | Park Ji-won          | 488    |
| 2    | Pascal Dion          | 450    |
| 3    | Roberts Krūzbergs    | 402    |
| 4    | Hong Kyung-hwan      | 244    |
| 5    | Kim Tae-sung         | 234    |
| 6    | Steven Dubois        | 230    |
| 7    | Maxime Laoun         | 208    |
| 8    | Lee Dong-hyun        | 158    |
| 9    | Jordan Pierre-Gilles | 130    |
| 10   | Shōgo Miyata         | 128    |

| Rang | Name              | Punkte |
| ---- | ----------------- | ------ |
| 1    | Park Ji-won       | 580    |
| 2    | Hong Kyung-hwan   | 430    |
| 3    | Friso Emons       | 320    |
| 4    | Reinis Bērziņš    | 258    |
| 5    | Stijn Desmet      | 252    |
| 6    | Sjinkie Knegt     | 228    |
| 7    | Jens van ’t Wout  | 214    |
| 8    | Pascal Dion       | 185    |
| 9    | William Dandjinou | 170    |
| 10   | Li Wenlong        | 170    |

| Rang | Team                | Punkte |
| ---- | ------------------- | ------ |
| 1    | Kanada              | 370    |
| 2    | Südkorea            | 360    |
| 3    | Volksrepublik China | 300    |
| 4    | Japan               | 290    |
| 5    | Kasachstan          | 250    |
| 6    | Niederlande         | 220    |
| 7    | Ungarn              | 210    |
| 8    | Italien             | 200    |
| 9    | Polen               | 140    |
| 10   | Belgien             | 132    |

## Mixed

### Weltcup-Übersicht
| Datum             | Austragungsort | Disziplin      | Erster Platz                                                                  | Zweiter Platz                                                            | Dritter Platz                                                                     |
| ----------------- | -------------- | -------------- | ----------------------------------------------------------------------------- | ------------------------------------------------------------------------ | --------------------------------------------------------------------------------- |
| 29. Oktober 2022  | Montreal       | 2000 m Staffel | SüdkoreaHong Kyung-hwan Kim Geon-hee Lim Yong-jin Shim Suk-hee                | BelgienTineke den Dulk Hanne Desmet Stijn Desmet Ward Pétré              | KanadaRikki Doak Mathieu Pelletier Félix Roussel Courtney Sarault                 |
| 5. November 2022  | Salt Lake City | 2000 m Staffel | Volksrepublik ChinaLi Wenlong Wang Xinran Zhang Chutong Zhong Yuchen          | SüdkoreaHong Kyung-hwan Kim Tae-sung Lee So-youn Shim Suk-hee            | Vereinigte StaatenAndrew Heo Brandon Kim Kristen Santos-Griswold Corinne Stoddard |
| 10. Dezember 2022 | Almaty         | 2000 m Staffel | SüdkoreaChoi Min-jeong Hong Kyung-hwan Kim Gil-li Lim Yong-jin                | Volksrepublik ChinaLi Gong Lin Xiaojun Zhang Chutong Zhong Yuchen        | BelgienTineke den Dulk Hanne Desmet Stijn Desmet Ward Pétré                       |
| 17. Dezember 2022 | Almaty         | 2000 m Staffel | SüdkoreaKim Gil-li Lim Yong-jin Park Ji-won Shim Suk-hee                      | BelgienTineke den Dulk Hanne Desmet Stijn Desmet Ward Pétré              | PolenMichal Niewinski Diané Sellier Kamila Stormowska Gabriela Topolska           |
| 04. Februar 2023  | Dresden        | 2000 m Staffel | ItalienThomas Nadalini Arianna Sighel Pietro Sighel Arianna Valcepina         | SüdkoreaChoi Min-jeong Hong Kyung-hwan Kim Gil-li Lee June-seo           | NiederlandeItzhak de Laat Suzanne Schulting Melle van ’t Wout Xandra Velzeboer    |
| 11. Februar 2023  | Dordrecht      | 2000 m Staffel | NiederlandeItzhak de Laat Suzanne Schulting Jens van ’t Wout Xandra Velzeboer | KanadaWilliam Dandjinou Rikki Doak Jordan Pierre-Gilles Courtney Sarault | PolenŁukasz Kuczyński Nikola Mazur Michal Niewinski Kamila Stormowska             |